# Rafael Casero
Rafael Casero Moreno (* 9. Oktober 1976 in Valencia) ist ein ehemaliger spanischer Radrennfahrer.

## Werdegang
Rafael Casero begann seine Karriere 2000 bei dem französischen Radsportteam Festina. Nach zwei Jahren wechselte er zu Jazztel-Costa de Almería. Hier konnte er 2003 seinen bisher einzigen internationalen Eliteerfolg feiern, einen Etappensieg bei der Valencia-Rundfahrt. Daraufhin ging er zur spanischen Mannschaft Saunier Duval-Prodir. Zwischen 2001 und 2005 bestritt er fünf Mal die Vuelta a España. 2006 fuhr Casero für das spanische Professional Continental Team 3 Molinos Resort und beendete seine aktive Radsportlaufbahn am Ende des Jahres.
Im Jahr 2015 unternahm Rafael Casero mit seinem Bruder Ángel, dem Sieger der Vuelta a España 2001, mithilfe von Sponsorenzusagen einen erneuten Versuch die Valencia-Rundfahrt zu wieder zu beleben. Das Rennen wurde in Kategorie 2.1 der UCI Europe Tour 2016 für Februar 2016 eingetragen.

## Erfolge
2003
- eine Etappe Valencia-Rundfahrt

## Teams
- 2000 Festina
- 2001 Festina
- 2002 Jazztel-Costa de Almería
- 2003 Paternina-Costa de Almería
- 2004 Saunier Duval-Prodir
- 2005 Saunier Duval-Prodir
- 2006 3 Molinos Resort